# بيني فولر
بيني فولر (بالإنجليزية: Bennie Fowler)‏ هو لاعب كرة قدم أمريكية أمريكي، ولد في 10 يوليو 1991 في بيفرلي في الولايات المتحدة.

## وصلات خارجية
- بيني فولر على موقع مرجع كرة القدم المحترفة.كوم (الإنجليزية)
- بيني فولر على موقع كلية كرة القدم في سبورتس رفرنس.كوم (الإنجليزية)